# Wolfsbergquelle

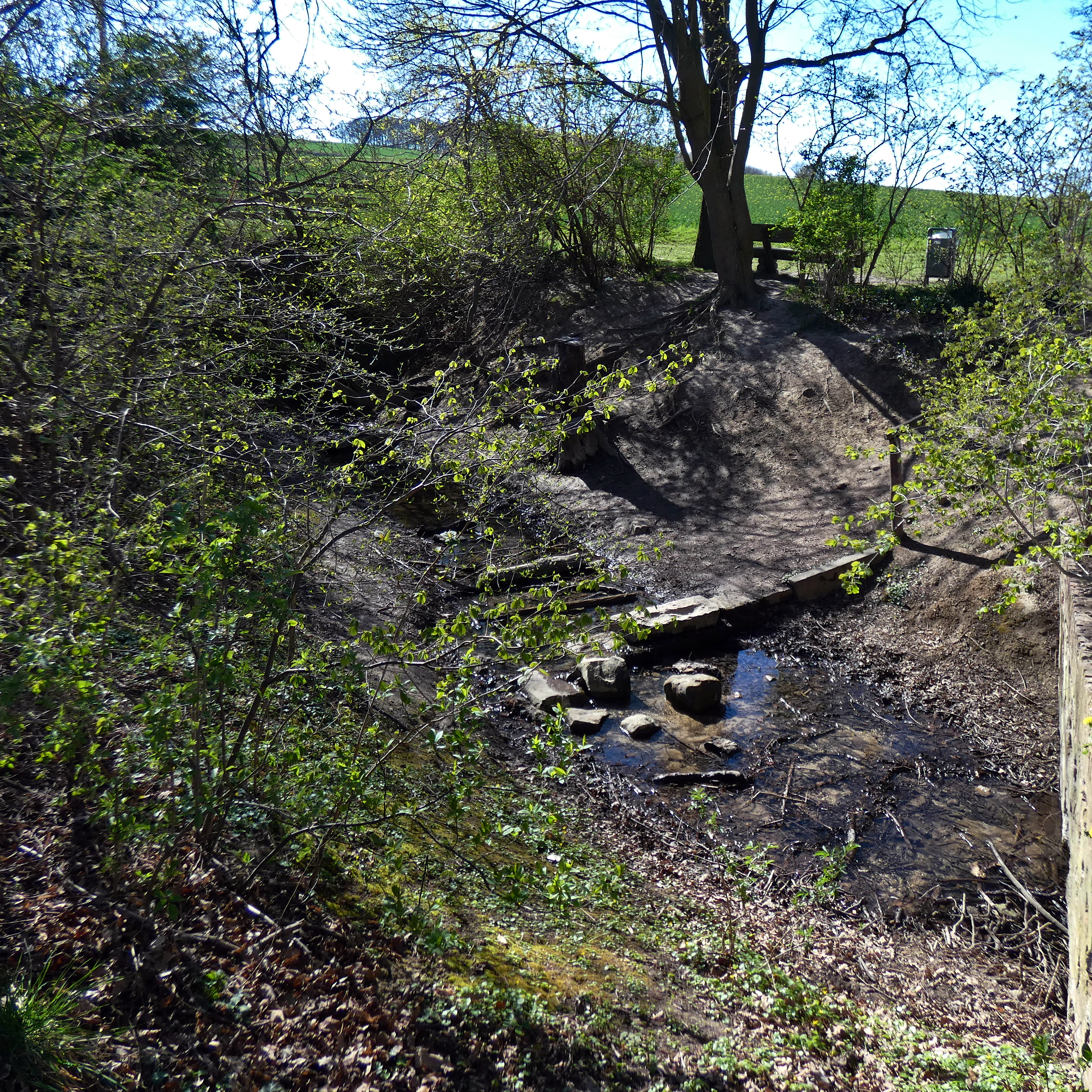
Die Wolfsbergquelle

Die Wolfsbergquelle ist eine Quelle bei Linderte, einem Ortsteil der Stadt Ronnenberg in der Region Hannover in Niedersachsen.
Der Bereich um die Wolfsbergquelle ist ein geschützter Landschaftsbestandteil.

## Geographie

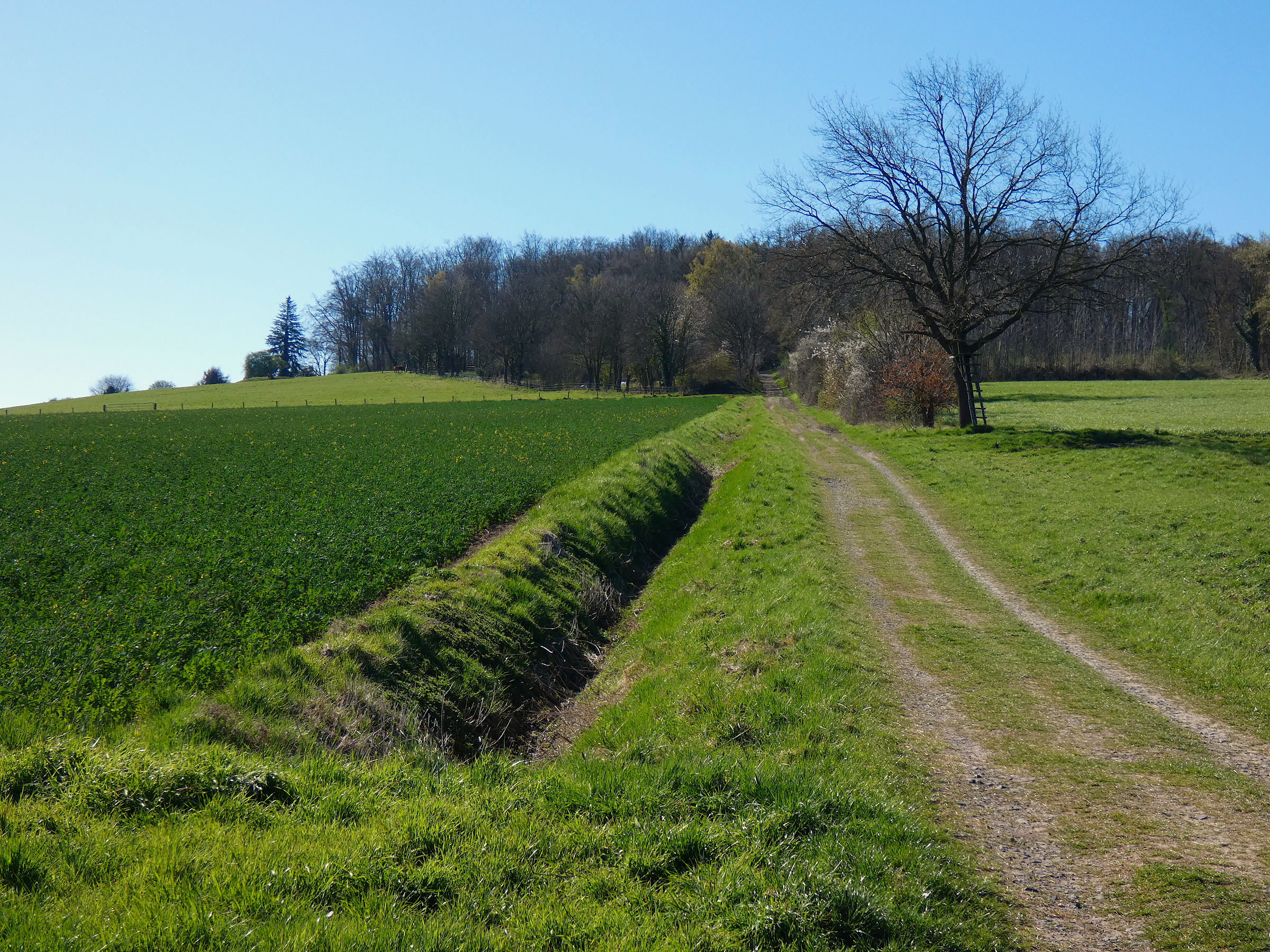
Blick in Richtung Wolfsberg

Der Wolfsberg ist eine 153 m hohe Erhebung im Calenberger Land etwa 15 km südlich von Hannover.
Der Flurname deutet an, dass es hier im Mittelalter Wölfe gab. Am Fuß des Nordhangs liegt auf 80,3 m ü. NHN die Wolfsbergquelle. Der hier entspringende Rothbach bildete vor der Gewässerregulierung den Oberlauf der Arnumer Landwehr.
Bei stärkerem Niederschlag führt heute ein Entwässerungsgraben Wasser vom Nordhang des Wolfsberg in das Becken der Wolfsbergquelle.
Der Name des abfließenden Rothbachs deutet auf ein einst aus einer Sumpflache abfließendes Gewässer.
In der Nähe der Wolfsbergquelle lag die nach dem Dreißigjährigen Krieg aufgegebene Wüstung Wenigredere. Daran erinnern mehrere Flurnamen in der Umgebung der Quelle.

## Geschützter Landschaftsbestandteil

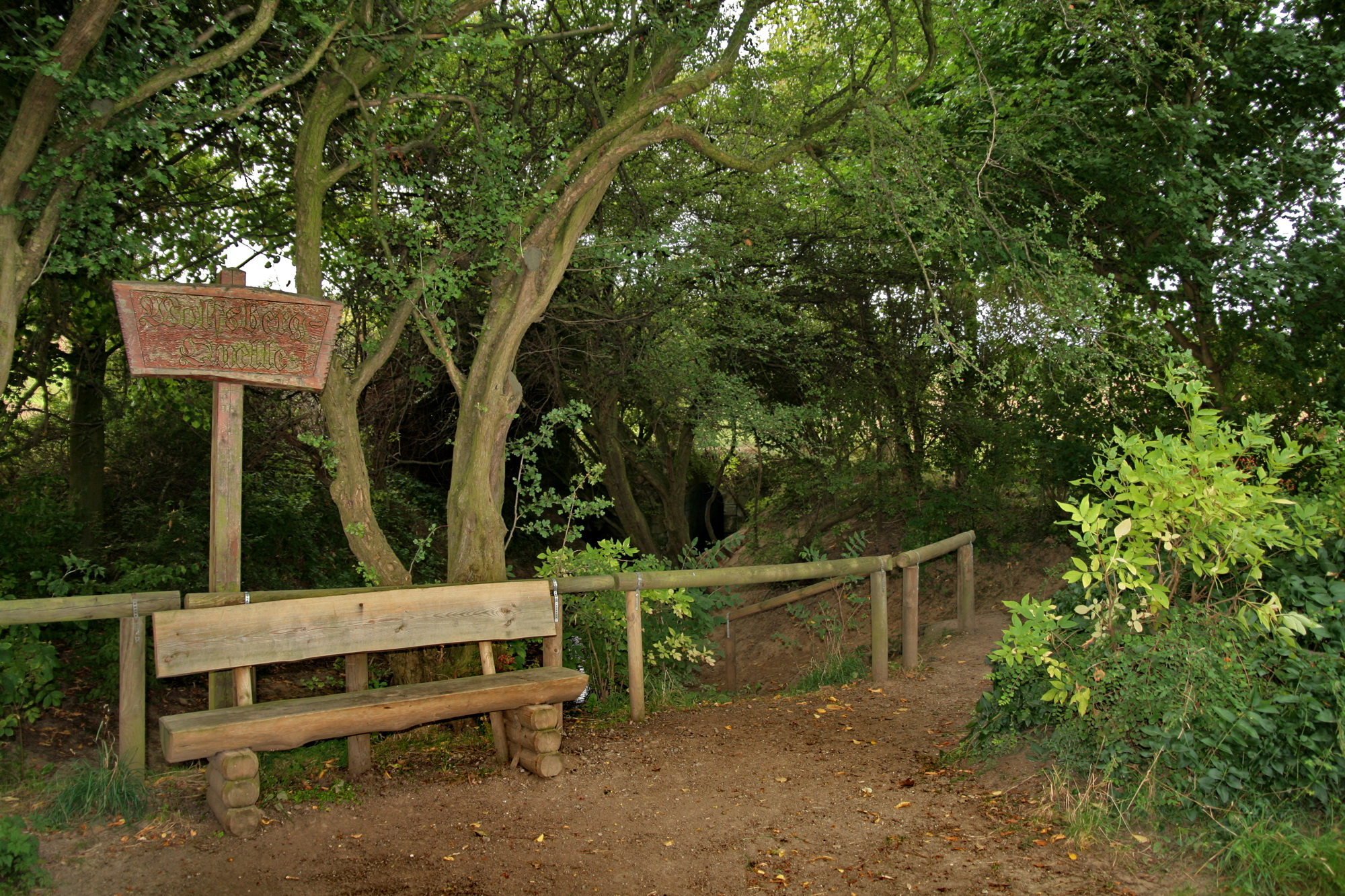
Sitzbank an der Wolfsbergquelle

Der Rat der Stadt Ronnenberg beschloss im Dezember 1984, die Wolfsbergquelle und ihre Umgebung nach dem niedersächsischen Landesnaturschutzgesetz zum Wohl der Allgemeinheit zu einem geschützten Landschaftsbestandteil zu erklären. Sie soll in ihren wesentlichen Bestandteilen nicht gefährdet oder gestört werden, da sie zur Leistungsfähigkeit des Naturhaushaltes beiträgt.
Die Verordnung trat nach ihrer Veröffentlichung im Amtsblatt im April 1985 in Kraft.
Bei der Quelle wurde 1988 ein Findling aufgestellt. Er trägt ein Bronzeschild mit dem Namen Wolfsbergquelle.
Vor der umzäunten Quelle stehen zudem zwei hölzerne Sitzbänke sowie Abfalleimer.

## Osterwasser

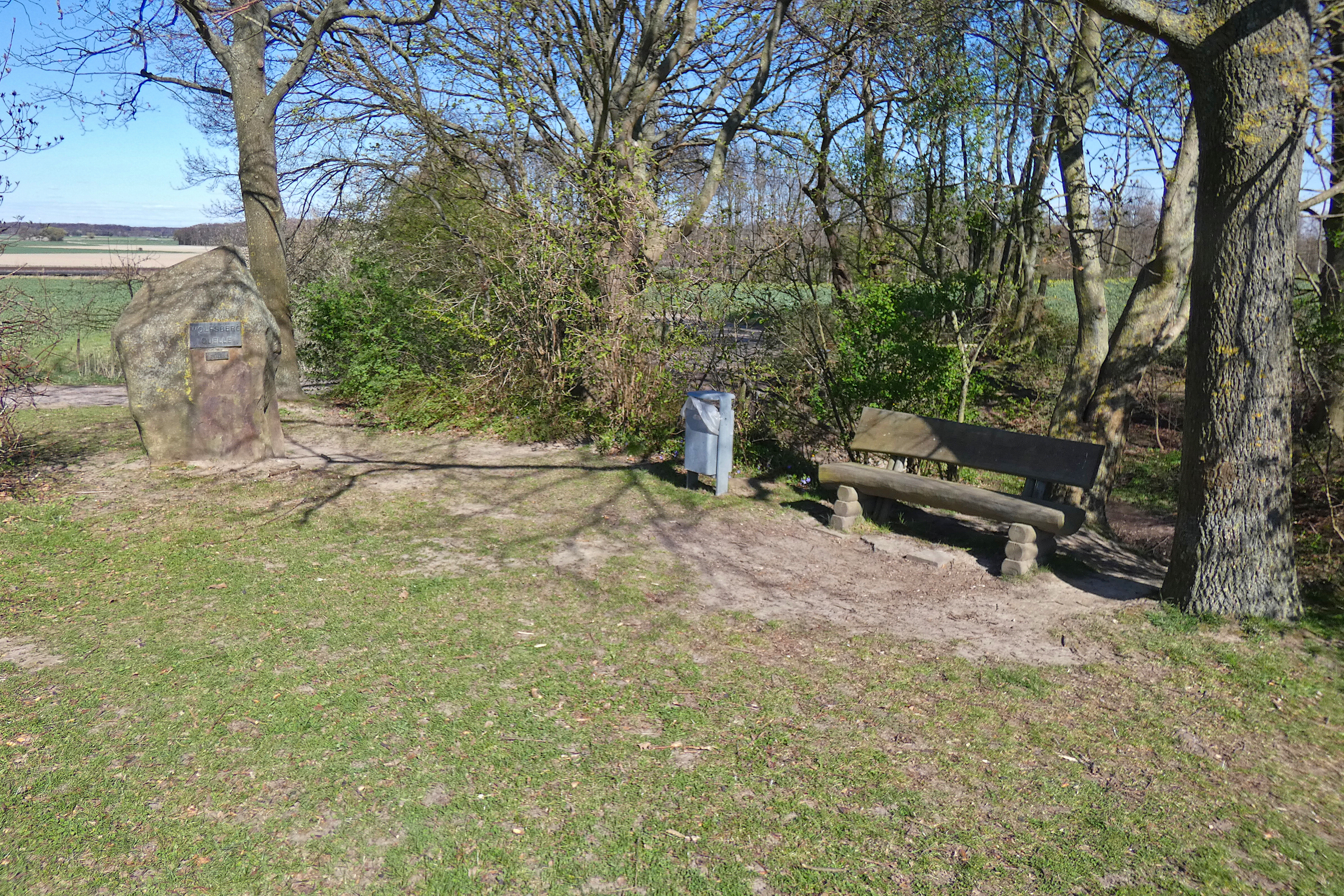
Platz vor der Wolfsbergquelle

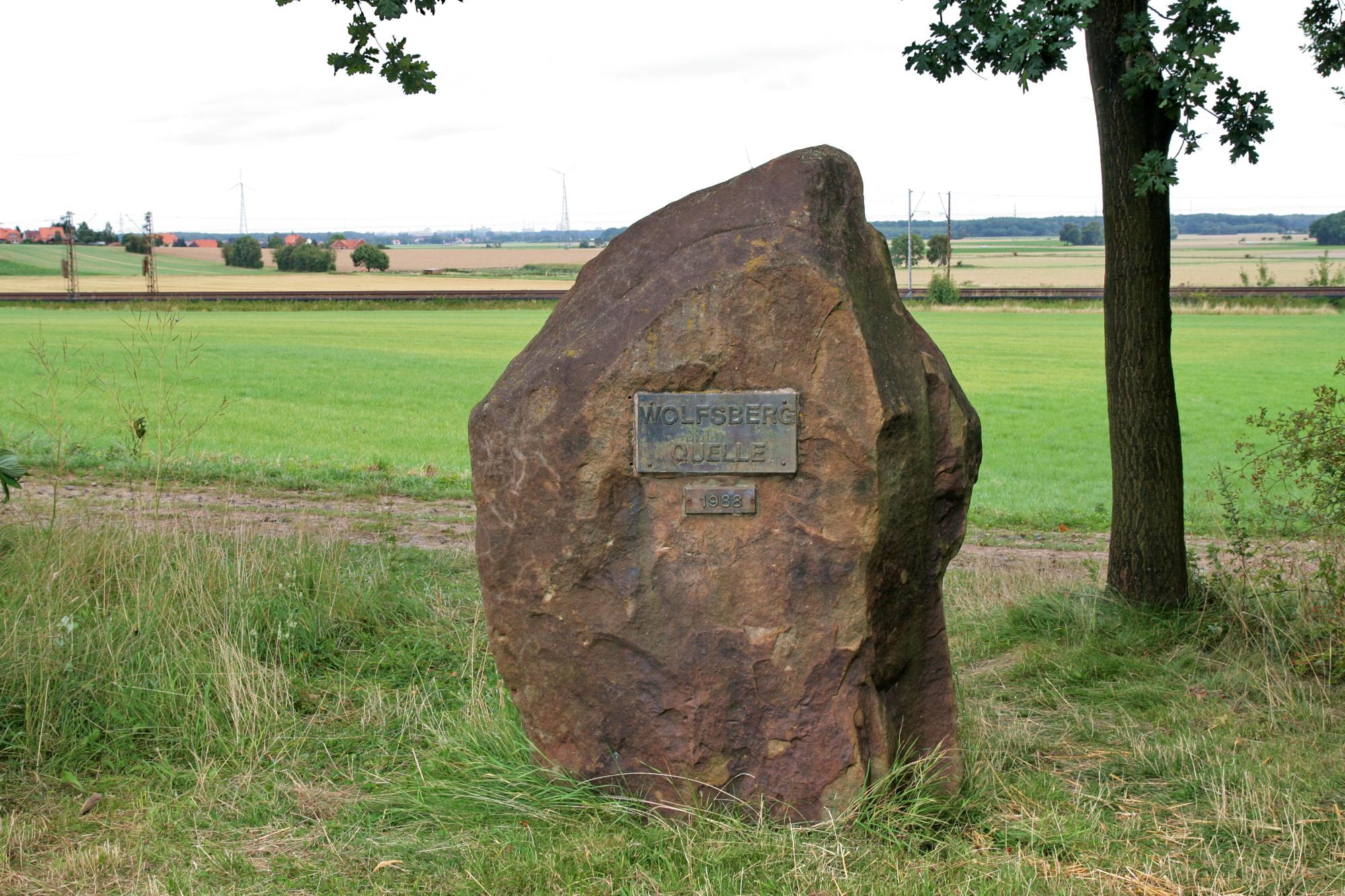
Findling mit Schild Wolfsbergquelle

In früherer Zeit holten Linderterinnen ihr Osterwasser von der gut einen Kilometer südlich des Ortes an einem Weg in Richtung Lüdersen gelegenen Wolfsbergquelle. Der Rückweg musste schweigend zurückgelegt werden.
Das Taufwasser der Kapellengemeinde der Linderter Osterkapelle stammte noch 2018 aus der Wolfsbergquelle.
Einmal im Jahr wurde als Zeichen der Verbundenheit ein Freiluftgottesdienst bei der Quelle gehalten.